# Oxycrobylus
Oxycrobylus is een geslacht van rechtvleugeligen uit de familie veldsprinkhanen (Acrididae). De wetenschappelijke naam van dit geslacht is voor het eerst geldig gepubliceerd in 1989 door Ingrisch.

## Soorten
Het geslacht Oxycrobylus  is monotypisch en omvat slechts de volgende soort:
- Oxycrobylus agilis (Ingrisch, 1989)